# Typhlobelus macromycterus
Typhlobelus macromycterus är en fiskart som beskrevs av Costa och Bockmann, 1994. Typhlobelus macromycterus ingår i släktet Typhlobelus och familjen Trichomycteridae. Inga underarter finns listade i Catalogue of Life.